# Баткенские события
Баткенские события (кирг. Баткен окуясы) — вооружённые столкновения на территории Баткенского района Ошской области Кыргызстана между боевиками Исламского движения Узбекистана с одной стороны и Вооружёнными силами Кыргызстана и Вооружёнными силами Узбекистана с другой в 1999—2000 годах. Были вызваны попытками боевиков ИДУ проникнуть на территорию Узбекистана из Афганистана и Таджикистана через территорию Кыргызстана.

## Хронология

### 1999
30 июля 1999 года около приграничного с Таджикистаном маленького кишлака Зардалы Баткенского района Ошской области (Баткенская область была образована в октябре 1999 года) в Кыргызстане местным населением была замечена группа примерно 200 неизвестных вооружённых людей, большинство которых были с длинными бородами и одеты «по-афгански» — в шароварах и длинных рубахах, в чалмах и «пуштунках».
31 июля информация о происходящем в Баткенском районе была передана в Бишкек лично акимом района Абдрахманом Маматалиевым. В последующие несколько дней неизвестные боевики, разговаривающие на узбекском и таджикском языках спокойно закупали продовольствие у жителей Зардалы и контактировали с ними. Маматалиев и представители МВД и МНБ попытались наладить диалог с чужаками. 6 августа Абдрахман Маматалиев и трое офицеров Ошского управления национальной безопасности в Баткен не вернулись, став заложниками боевиков, которые начали требовать от киргизских властей беспрепятственного прохода на территорию Ферганской области Узбекистана, пообещав не трогать никого из мирных жителей по пути. Информация о происходящем поступила в СМИ.
Президент Кыргызстана Аскар Акаев экстренно созвал Совет безопасности республики и начались переговоры с боевиками об освобождении заложников. Одновременно началась подготовка войсковой антитеррористической операции по уничтожению боевиков. Президент Узбекистана Ислам Каримов заявил о готовности Вооружённых сил Узбекистана помогать Кыргызстану по уничтожению боевиков. О происходящем выразили озабоченность власти Таджикистана и России, а также других стран. Власти Кыргызстана разрешили Узбекистану ввести войска на свою территорию для борьбы с террористами. Началась легальная интервенция войск Узбекистана в зону антитеррористической операции в Кыргызстане.
К 12 августа боевиками был освобожден захваченный в плен 6 августа полковник МНБ Кыргызстана по фамилии Конурбаев. Он передал требования террористов властям о предоставлении им коридора в Узбекистан. В тот же день начались активные военные действия Вооружённых сил и спецслужб Кыргызстана и Узбекистана против террористов, и на следующий день, 13 августа все заложники были освобождены по результатам переговоров, так как часть террористов хорошо укрывалась в ущельях и пещерах высоких гор.
Боевые действия продолжались и 14 августа, а 15 августа звено из 3 тактических бомбардировщиков Су-24 и эскадрилья из 20 боевых вертолётов Ми-24 ВВС Узбекистана нанесли удары по местам укрытия террористов на территории Баткенского района, в результате которого были уничтожены множество террористов. Между тем, в трёх областях Узбекистана в Ферганской долине (Ферганской, Андижанской и Наманганской), войска и силовые структуры были приведены в полную боеготовность.
18 августа два боевых вертолёта Ми-8 ВВС Кыргызстана нанесли ракетно-огневые удары по урочищу Жылуу-Суу, куда отступили террористы. В результате этих ударов террористы вновь понесли значительные потери. Так как на территории Баткенского района имеется большое количество высокогорных ледников, 20 августа боевики захватили гляциологическую станцию на леднике Абрамова, но на следующий день покинули её, сочтя бесполезной её удержание, но предварительно взорвав. Во время захвата этой станции, там кроме сотрудников станции находились туристы и иностранные учёные (большинство из них были из Японии), которые позже были освобождены от плена. В ситуацию вмешалось МИД Японии.
21 августа министр обороны Кыргызстана Мырзакан Субанов доложил, что все боевики уничтожены. Утром 22 августа Вооружённые силы Узбекистана покинули территорию Кыргызстана, также как и большинство воинских подразделений Вооружённых сил Кыргызстана, которые вернулись к местам своей постоянно дислокации. На территории Баткенского района и части юга Кыргызстана оставались на некоторое время часть киргизских военных, которые патрулировали населённые пункты и горные районы, наблюдали за ситуацией.
24 августа президент Кыргызстана Аскар Акаев освободил от должности министра обороны республики Мырзакана Субанова и временно возложил его обязанности на Нуридина Чомоева — начальника Генштаба Вооружённых сил и замминистра обороны. Руководство по локализации, разоружению и уничтожению иностранного бандформирования, незаконно вторгшегося на территорию республики, возложено на Чотбаева Абдыгула Абдрашитовича — командующего национальной гвардией Кыргызской Республики. Возобновились боевые действия против вооружённой группы боевиков, проникшей со стороны Памира (количество 200 человек). В районе сел Зардалы и Жылуу-Суу было сосредоточено около 200 боевиков. В районе местечка Кан уничтожено 10 террористов.
26 августа — боевики числом 200—250 человек продолжали удерживать села Жылуу-Суу и Зардалы. 29 августа — министром обороны КР назначен генерал-майор Эсен Топоев.
1 сентября — прошла встреча Премьер-министра России Владимира Путина с вице-премьером Кыргызстана Борисом Силаевым, где было дано официальное согласие Москвы на оказание республике военно-технической помощи в ликвидации бандформирований. 3-7 сентября — правительственные войска Кыргызстана завершили зачистку в горных районах Чон-Алая. Боевики отправились в Джиргитальский район Таджикистана. 8-25 сентября — в ходе боестолкновений, авиаударов и артобстрелов Баткенский район был полностью зачищен от боевиков. 27 сентября — в Бишкеке задержаны 72 человека, подозреваемые в связях с исламистскими террористами.

## Последствия
Основная статья: Киргизско-узбекский барьер
После завершения конфликта узбекское правительство начало процесс закрытия границы с Кыргызстаном, приняв такие меры, как строительство забора из колючей проволоки и двухметрового забора в течение 1999 и 2000 годов. Узбекское правительство также намекнуло на военное вмешательство в страны, а министр обороны Хикматулла Турсунов заявил, что Вооруженные силы Узбекистана готовы нанести удары по убежищам повстанцев как «поблизости», так и «в других местах». Конфликт был ключевым фактором в политических дебатах между правительством Амангельды Муралиева и оппозицией, в конечном итоге включившейся в парламентские и президентские выборы того года. Баткенская область была создана в ответ на деятельность ИДУ. Кыргызстан обвинил Узбекистан в использовании конфликта для захвата больших площадей сельскохозяйственных земель, которые были предоставлены Узбекистану во временное пользование в советский период.
Конфликт также оказал серьёзное влияние на международное сообщество, которое коллективно оказало давление на Таджикистан с целью изгнания ИДУ из страны, особенно из Тавильдаринской долины, где оно базируется. В конце концов ИДУ покинуло долину в конце 1999 года после уговоров Партии исламского возрождения Таджикистана (ПИВТ).